# Anlagenkennzeichnungssystem
Ein Anlagenkennzeichnungssystem (AKS oder AKZ) ist eine branchenübergreifende Festlegung zur Kennzeichnung und Identifikation technischer Systeme, insbesondere von Maschinen und Anlagen.
Beispiele:
- Die deutsche DIN 6779 bietet  mit ihren diversen Beiblättern und branchenspezifischen Ausprägungsbeschreibungen (Kraftwerk, Chemie, Schiffe) ein universelles, alle Ausprägungen erschöpfendes Kennzeichnungssystem.
- Im Kraftwerksbereich wird größtenteils das Kraftwerk-Kennzeichensystem KKS oder dessen Nachfolger RDS-PP verwendet.